# Helicopis gradiva
Helicopis gradiva är en fjärilsart som beskrevs av Hans Ferdinand Emil Julius Stichel 1919. Helicopis gradiva ingår i släktet Helicopis och familjen Riodinidae. Inga underarter finns listade i Catalogue of Life.